# Mineralogi
Mineralogi (fastslået form for det logisk mere "korrekte" mineralologi) er en geovidenskab, der beskæftiger sig med kemi, krystalstrukturer, og fysiske (herunder optiske) egenskaber for mineraler. Studiet af mineralers dannelses- og nedbrydningsprocesser er også en del af mineralogien.
I slutningen af januar 2002 var der ifølge International Mineralogical Association (IMA) 3910 kendte mineraler. Af disse er der omkring 150 ofte forekommende mineraler, andre 50 er jævnligt forekommende, og resten er sjældne eller meget sjældne mineraler. IMA har anerkendt ca. 5.200 mineraler omkring 2016/2017. Af disse menes 208 nyidentificerede mineraler at være opstået pga. menneskelig aktivitet.